# Estola
Estola är ett släkte av skalbaggar. Estola ingår i familjen långhorningar.

## Dottertaxa tillEstola, i alfabetisk ordning[1]
- Estola acrensis
- Estola acricula
- Estola affinis
- Estola albicans
- Estola albocincta
- Estola albomarmorata
- Estola albosetosa
- Estola albosignata
- Estola albosparsa
- Estola albostictica
- Estola albovaria
- Estola alternata
- Estola annulata
- Estola annulicornis
- Estola annulipes
- Estola assimilis
- Estola attenuata
- Estola basiflava
- Estola basimaculata
- Estola basinotata
- Estola benjamini
- Estola boliviana
- Estola brunnea
- Estola brunneovariegata
- Estola brunnescens
- Estola cayennensis
- Estola cinerea
- Estola columbiana
- Estola compacta
- Estola crassepunctata
- Estola cuneata
- Estola daidalea
- Estola densepunctata
- Estola dilloni
- Estola diversemaculata
- Estola flavescens
- Estola flavobasalis
- Estola flavolineata
- Estola flavomarmorata
- Estola flavostictica
- Estola fratercula
- Estola freyi
- Estola fuscodorsalis
- Estola fuscomarmorata
- Estola fuscopunctata
- Estola fuscostictica
- Estola griseostictica
- Estola grisescens
- Estola hirsuta
- Estola hirsutella
- Estola hispida
- Estola ignobilis
- Estola kuscheli
- Estola lata
- Estola longeantennata
- Estola marmorata
- Estola medionigra
- Estola m-flava
- Estola microphthalma
- Estola minor
- Estola misella
- Estola nebulosa
- Estola nigrescens
- Estola nigrodorsalis
- Estola nigropunctata
- Estola nigrosignata
- Estola nodicollis
- Estola obliquata
- Estola obliquelineata
- Estola obscura
- Estola obscurella
- Estola obscuroides
- Estola operosa
- Estola parvula
- Estola porcula
- Estola retrospinosa
- Estola rogueti
- Estola rufa
- Estola ruficeps
- Estola seriata
- Estola similis
- Estola stramentosa
- Estola strandi
- Estola strandiella
- Estola subannulicornis
- Estola timbauba
- Estola trinidadensis
- Estola truncatella
- Estola unicolor
- Estola varicornis
- Estola variegata
- Estola vittulata
- Estola vulgaris